# Blue Train
Blue Train é um álbum de jazz do saxofonista John Coltrane, lançado em 1957 (veja 1957 na música). Ele é considerado por muitos críticos como sendo o primeiro álbum solo de Coltrane "legítimo", como é também o primeiro dele a ser gravado com todas as músicas de sua escolha. Todas as músicas foram escritas por Coltrane, com exceção de uma "I'm Old Fashioned" (uma standard de Jerome Kern e Johnny Mercer). A faixa-título é um longo blues ritmicamente variado, com um tema menor que gradualmente vai tornando-se em maior durante o primeiro solo de Coltrane. "Locomotion" é também uma canção em blues. De qualquer modo, considerando que o próximo LP, Giant Steps, viria mudar a base melódica e harmônica do jazz, Blue Train adere ao estilo hard bop daquela época. É dito que, duas canções, "Moment's Notice" e "Lazy Bird" antecipam a técnica mais tarde conhecida como "Coltrane changes". O musicologista Lewis Porter demonstrou uma relação harmônica entre "Lazy Bird" de Coltrane e "Lazy Bird" de Tadd Dameron.)
Blue Train continua um disco extremamente popular, durante uma entrevista em 1960, Coltrane o descreveu como seu álbum favorito até então (Este ou Soultrane).
As 5 faixas originais foram remasterizadas para o CD em 1990. Em 1997, The Ultimate Blue Train foi lançado adicionando duas faixas alternativas com Enhanced CD. Em 2003, a SACD lançou uma versão também, assim como a versão remasterizada de Rudy Van Gelder, que apresentaria o sistema de cópia controlada.
| Críticas profissionais                                                      | Críticas profissionais |
| Avaliações da crítica                                                       | Avaliações da crítica  |
| Fonte                                                                       | Avaliação              |
| --------------------------------------------------------------------------- | ---------------------- |
| Allmusic                                                                    | [ 1 ]                  |
| Esta tabela precisa de ser acompanhada por texto em prosa. Consulte o guia. |                        |

## Lista de faixas
No LP de 1957 e no CD de 1990:
1. "Blue Train" (Coltrane) – 10:43
2. "Moment's Notice" (Coltrane) – 9:10
3. "Locomotion" (Coltrane) – 7:14
4. "I'm Old Fashioned" (Kern/Mercer) – 7:58
5. "Lazy Bird"(Coltrane) – 7:00

Faixas alternativas (Lançamento em CD de 1997 somente):
1. "Blue Train" (alternate take) – 9:58
2. "Lazy Bird" (alternate take) – 7:12

## Formação do grupo
Gravado em 15 de Setembro de 1957.
- John Coltrane - Saxofone Tenor
- Lee Morgan - Trompete
- Curtis Fuller - Trombone
- Paul Chambers - Contrabaixo
- Kenny Drew - Piano
- Philly Joe Jones - Bateria

## Capa do álbum
- A foto na capa do álbum foi tirada por Francis Wolff.
- A capa do álbum de 1998 de Scott Weiland, 12 Bar Blues é uma homenagem ao LP de Coltrane.